# M/S Tom Sawyer

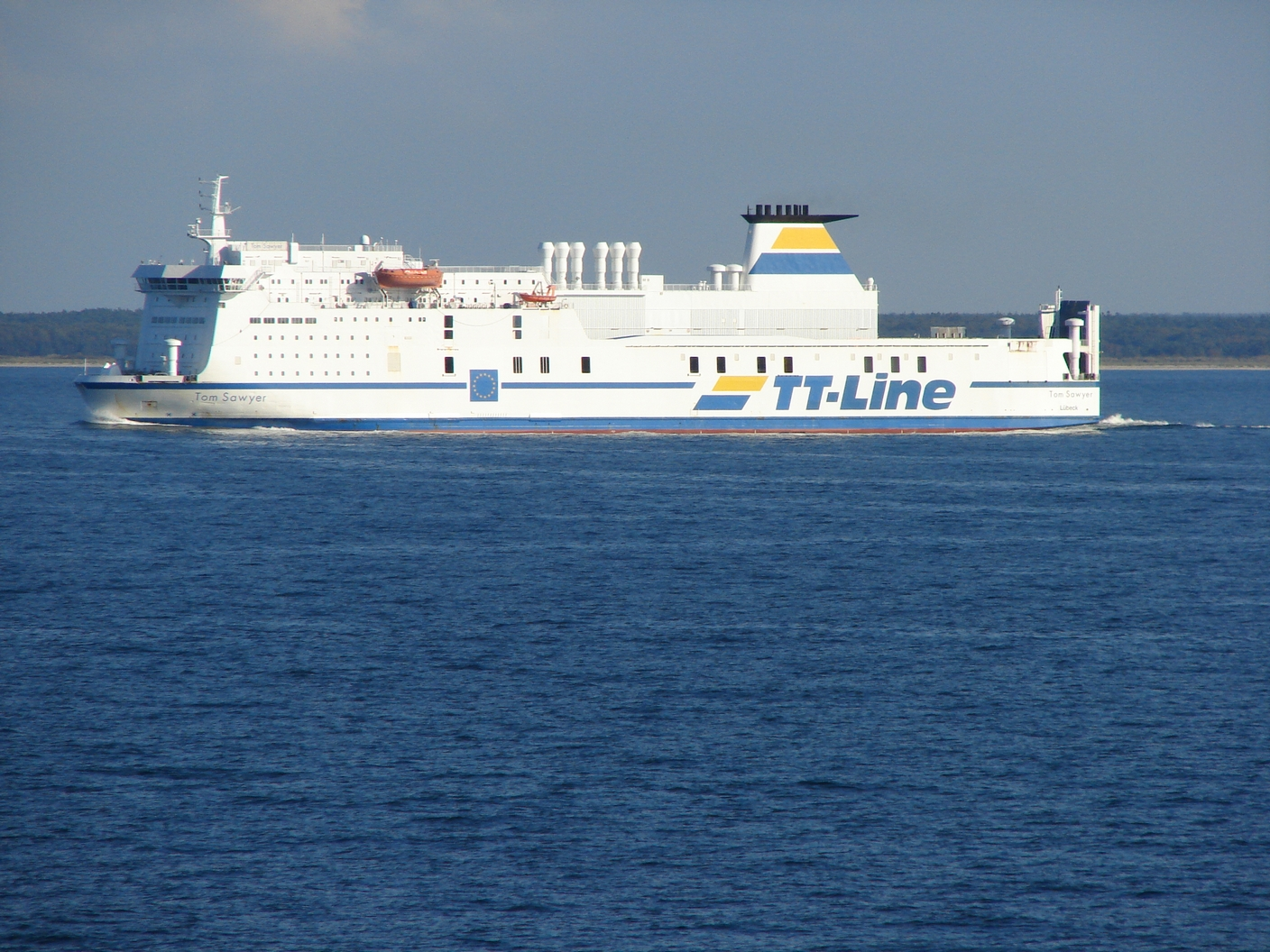
M/S Tom Sawyer

M/S Tom Sawyer, IMO-nr 8703232, tidigare M/S Nils Holgetsson, är ett systerfartyg till M/S Huckleberry Finn. Tyskt flagg, hemmahamn: Hamburg. Minimala skillnader jämfört med M/S Huckleberry Finn.
Namnet Nils Holgersson övertogs av en ny M/S Nils Holgersson 2022.